# 1821 en France
Chronologie de la France
- 1817
- 1818
- 1819
- 1820
- 1821
- 1822
- 1823
- 1824
- 1825

Cette page concerne l'année 1821 du calendrier grégorien.

## Événements
- 22 février : ordonnance établissant l'école royale des chartes à Paris[1].

- 27 février : ordonnance qui met l’Université sous la surveillance du clergé[2].

- 20 mars : troubles à Grenoble[3] ; des jeunes gens , sur la fausse nouvelle d'une abdication de Louis XVIII en faveur du duc d'Orléans, se rassemblent et défilent avec un drapeau tricolore ; les attroupements donnent lieu à la suppression de l'école de droit, rétablie deux ans après.
- 23 mars : la bauxite est découverte par le chimiste Pierre Berthier près du village des Baux-de-Provence[4].
- 1er mai : clôture de la session parlementaire de 1821[3].
- 5 mai : mort de Napoléon Bonaparte sur l'île de Sainte Hélène lors de sa détention après sa défaite à Waterloo en 1815.
  - demande de concession d'une voie de chemin de fer de 18 km de longueur pour le transport du charbon de Saint-Étienne à Andrézieux ; elle est accordée le 26 février 1823 et ouverte le 30 juin 1827[5].
  - mort de Napoléon Bonaparte à Sainte-Hélène. Connue le 5 juillet, elle facilite l’entente entre partisans de l’Empire, républicains et royalistes libéraux en supprimant l’hypothèse d’un retour de l’empereur[6].

- 9 septembre : arrivée du zodiaque de Dendérah à Marseille, ramené d’Égypte par Claude Lelorrain mandaté par Sébastien Louis Saulnier ; il est transporté à Paris ou il arrive au début de janvier[7]. Un débat s'ouvre sur l'antiquité des zodiaques égyptiens, qui pourrait remettre en question la datation de la création du monde selon la Bible ; Champollion date le relief de la période romaine[8].

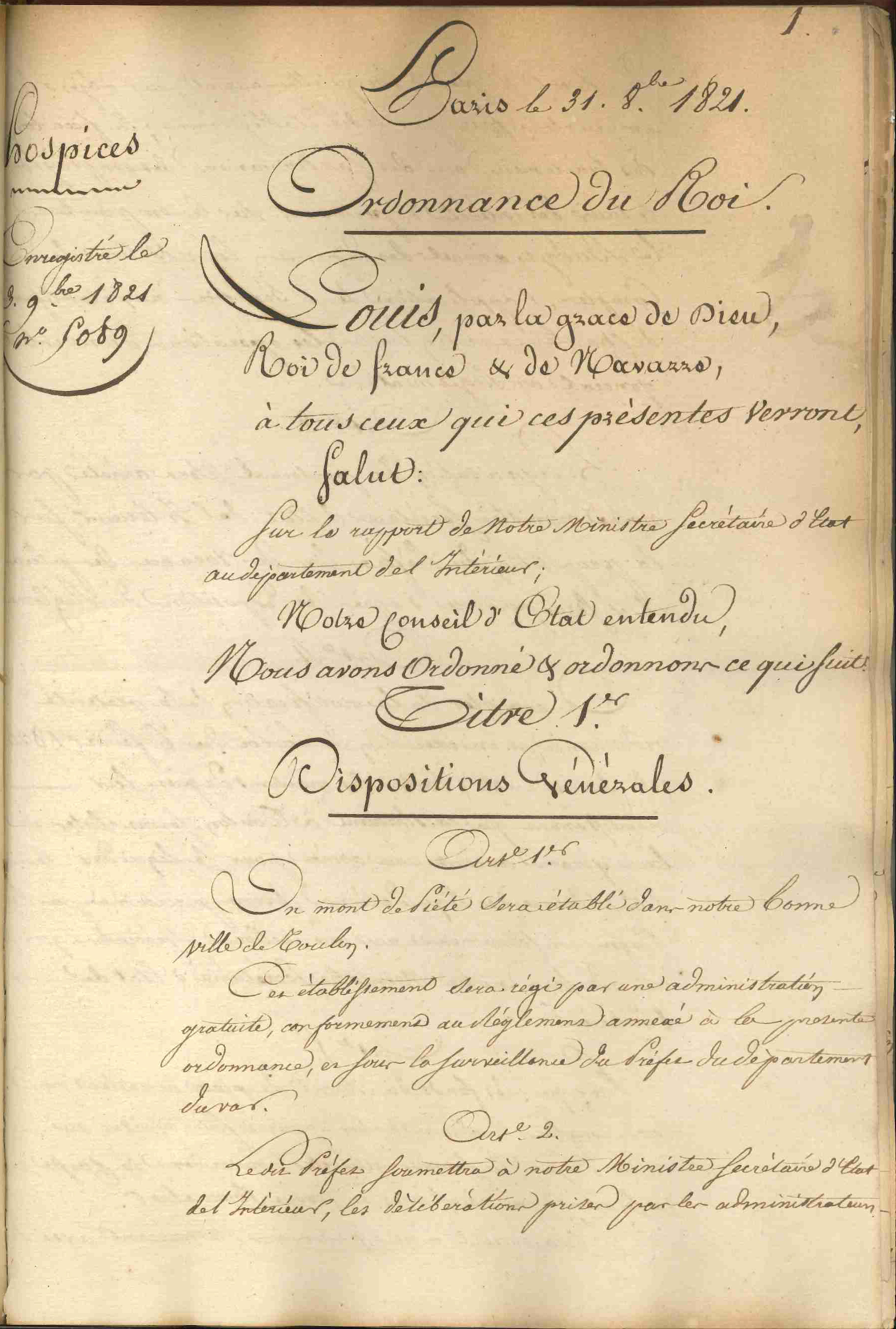
Ordonnance du roi Louis XVIII

- Ordonnance du roi Louis XVIII31 octobre : Le premier bureau du Mont-de-Piété de Toulon est créé par ordonnance du roi Louis XVIII, devenant plus tard la Caisse de Crédit Municipal de Toulon toujours en activité aujourd'hui.
- 5 novembre : séance royale pour l'ouverture de la session législative de 1821-1822[3].
- 26 novembre : vote d'une adresse à la Chambre des députés. Le 30 novembre, le roi refuse d'en entendre la lecture, ce qui entraine un changement de ministère[3].
- 14 décembre : gouvernement Villèle, premier ministère ultra dominé par Joseph de Villèle, ministre des Finances, qui ne devient président du Conseil qu'en septembre 1822[9]. Pierre-Denis de Peyronnet, garde des Sceaux (fin en 1828)[10].
- 24-28 décembre : échec d’un complot de la charbonnerie à Saumur[11].

- Recensement : 30 461 875 habitants. Paris compte 713 000 habitants, Marseille 116 000, Lyon 115 000, Bordeaux 90 000, Rouen 87 000, Nantes 74 000, Lille 55 000, Strasbourg et Toulouse 50 000. Dans vingt départements, il n’existe pas une ville de plus de 10 000 habitants.